# 287P/Christensen
287P/Christensen, komet Jupiterove obitelji